# Projekt humanog genoma
Projekt humanog genoma (The Human Genome Project) internacionalni je program i pokušaj znanstvenika koji se bave genetikom i genetičkim inženjeringom da se analizira i kartira sav DNK u čovjeku i nekolicini drugih organizama.
PHG je započeo u AEC-u (Atomic Energy Commission) koji je financiran od američkog ministarstva za energiju, kako bi proučavao posljedice koje nuklearne eksplozije imaju na gene. 1990. je američko ministarstvo za energiju u suradnji s NIH-om (National Institutes of Health) pokrenulo projekt. U približno isto vrijeme su Rusija, Japan, Francuska, Italija i Velika Britanija pokrenule svoje projekte, vrlo slične ovom američkom, s kojim su kasnije surađivali.
Cilj ovog projekta je locirati svaki ljudski gen, njegovu specifičnu strukturu i odrediti mu funkciju. Posjedovanje takvih informacija će postati temelj daljnjih istraživanja ljudskog zdravlja, bolesti, biologije i medicine tijekom 21. stoljeća i bez sumnje će omogućiti liječenje mnogih bolesti. Unatoč tome da je napravljen velik napredak u genskim terapijama u relativno kratko vrijeme, njegova potencijalna korist je bila ograničena zbog nedostatka informacija o brojnim funkcijama koje geni kontroliraju. Kako bi maksimalno iskoristili potencijal genetike, znanstvenici moraju shvatiti biološku ulogu svih gena.
Zahvaljujući Projektu ljudskog genoma znanost je eliminirala razne krive pretpostavke. Omogućen je ubrzan razvitak u području genomike. Uz potpuno očitanje ljudskog genome, znanstvenicima su se otvorile brojne mogućnosti za daljnje razjašnjavanje složenih mehanizama funkcionalnog ravnovjesja bioloških sustava.Zato je zahvaljujući ovom projektu utvrđeno da ljudski genom sadrži samo oko 25.000 gena, a nekad se pretpostavljalo da ljudski genom ima oko 100.000 gena.